# Río Campo
Río Campo är en ort i Ekvatorialguinea. Den ligger i den nordvästra delen av landet, 190 km sydost om huvudstaden Malabo. Río Campo ligger 28 meter över havet och antalet invånare är 1 105.